# Marco Rossi (calciatore 1978)
Marco Rossi (Seravezza, 1º aprile 1978) è un dirigente sportivo ed ex calciatore italiano, centrocampista o difensore.
A lui si attribuiva anche l'appellativo "primo", chiamandolo Marco Rossi I, per distinguerlo dall'omonimo difensore. A lungo capitano del Genoa, e introdotto nella hall of fame rossoblù, dall’agosto 2019 è club manager della società ligure.
Gioca principalmente come esterno destro, ma può svariare su tutto il fronte d'attacco. Forte fisicamente, rapido. Mostra eccellenti doti tecniche, sia come finalizzatore sia come uomo-assist, ed è un ottimo esterno a tutta fascia o prima punta.

## Carriera

### Gli inizi
Inizia la carriera nel 1995-96 nella Lucchese in Serie B, dove gioca fino al 1998, quando passa alla Salernitana (in Serie A). Nel 2000 passa alla Fiorentina dove gioca 2 stagioni e realizza una rete. Nel gennaio 2002, insieme a Nuno Gomes, chiede la rescissione del contratto dalla Fiorentina, in piena crisi societaria, per il mancato pagamento di 25.000 euro in premi partita. Il gesto, che equivale praticamente alla richiesta di messa in mora della società viola, è vissuto come la rottura di un patto d'onore dai suoi compagni e come un tradimento dai tifosi viola. Nel 2002 passa al Como (sempre in serie A).

### Genoa
Acquistato dal Genoa nel campionato 2003-2004, totalizza 38 presenze e 8 gol. L'anno successivo torna a Como, ma ad ottobre il Genoa ottiene il suo cartellino e, come da regolamento, torna a giocare a gennaio (16 presenze e 3 reti); il Genoa è promosso in serie A, ma per vicende giudiziarie viene retrocesso in C1 nel campionato 2005-2006. Rossi resta al Genoa, gioca 33 partite segnando 3 gol. Ritornata la società in B, Rossi è riconfermato.
Nel 2007 diventa capitano del Genoa, conquistando la promozione in serie A, diventando un jolly insostituibile della formazione guidata da Gian Piero Gasperini.
La sua duttilità è ben rappresentata dal fatto che ha ricoperto e ben interpretato in campo i ruoli in difesa di terzino destro e di terzo di difesa nello schema a tre, a centrocampo di laterale e tornante sia a destra che a sinistra, in avanti di ala destra e sinistra; spesso ha anche giocato da interno di centrocampo e anche da attaccante esterno.
Il 30 marzo 2008 realizza la sua seconda rete in serie A contro la Reggina.
Durante gli ottavi della Coppa Italia 2008-2009, segna un gol nella sconfitta contro l'Inter.
Il 28 novembre 2009, durante il 101º Derby della Lanterna, segna il gol del momentaneo 2-0 (la partita terminerà 3-0).
Il 14 febbraio 2010 riesce a segnare una doppietta contro la Juventus.
Il 22 ottobre 2011 segna un gol del pareggio contro la Juventus.
Il 10 novembre 2011 segna un gol della vittoria contro il Siena.
Il 18 dicembre 2011 segna un gol al Bologna.
L'8 febbraio 2012 ha firmato un contratto che lo lega al Genoa fino al 2014, poi in base agli accordi entrerà nella società nei quadri societari con un incarico nel settore tecnico.
Già interrogato dalla Procura federale come persona informata sui fatti riguardo allo scandalo calcioscommesse e deferito per i fatti di Genoa-Siena 1-4 del 2011/12 (pressioni da parte dei tifosi allo stadio con i giocatori che si dovettero togliere la maglia), il 6 ottobre 2012 la Procura federale ha chiesto 30.000 euro di multa per Rossi e altri suoi 14 compagni di squadra.
Il 26 luglio 2013 dice addio al calcio giocato dichiarando che rischierebbe di non essere più quello di un tempo. Chiude la carriera totalizzando complessivamente 240 presenze e 14 reti in Serie A e 143 presenze e 17 reti in Serie B.
Il 18 maggio 2014 la società ha ritirato la maglia numero 7 in suo onore. Dall’agosto 2019 è club manager dei rossoblu.

## Statistiche

### Presenze e reti nei club
Statistiche aggiornate al 20 maggio 2013.
| Stagione           | Squadra            | Campionato         | Campionato | Campionato | Coppe nazionali | Coppe nazionali | Coppe nazionali | Coppe continentali | Coppe continentali | Coppe continentali | Altre coppe | Altre coppe | Altre coppe | Totale | Totale |
| Stagione           | Squadra            | Comp               | Pres       | Reti       | Comp            | Pres            | Reti            | Comp               | Pres               | Reti               | Comp        | Pres        | Reti        | Pres   | Reti   |
| ------------------ | ------------------ | ------------------ | ---------- | ---------- | --------------- | --------------- | --------------- | ------------------ | ------------------ | ------------------ | ----------- | ----------- | ----------- | ------ | ------ |
| 1995-1996          | Lucchese           | B                  | -          | -          | -               | -               | -               | -                  | -                  | -                  | -           | -           | -           | 0      | 0      |
| 1996-1997          | Lucchese           | B                  | 5          | 0          | -               | -               | -               | -                  | -                  | -                  | -           | -           | -           | 5      | 0      |
| 1997-1998          | Lucchese           | B                  | 25         | 0          | CI              | 2               | 0               | -                  | -                  | -                  | -           | -           | -           | 27     | 0      |
| Totale Lucchese    | Totale Lucchese    | Totale Lucchese    | 30         | 0          |                 | 2               | 0               |                    |                    |                    |             |             |             | 32     | 0      |
| 1998-1999          | Salernitana        | A                  | 18         | 0          | CI              | 1               | 0               | -                  | -                  | -                  | -           | -           | -           | 19     | 0      |
| 1999-2000          | Salernitana        | B                  | 27         | 3          | CI              | 0               | 0               | -                  | -                  | -                  | -           | -           | -           | 27     | 3      |
| Totale Salernitana | Totale Salernitana | Totale Salernitana | 45         | 3          |                 | 1               | 0               |                    |                    |                    |             |             |             | 46     | 3      |
| 2000-2001          | Fiorentina         | A                  | 21         | 1          | CI              | 5               | 1               | CU                 | 1                  | 0                  | -           | -           | -           | 27     | 2      |
| 2001-2002          | Fiorentina         | A                  | 15         | 0          | CI              | 0               | 0               | CU                 | 3                  | 0                  | SI          | 1           | 0           | 19     | 0      |
| Totale Fiorentina  | Totale Fiorentina  | Totale Fiorentina  | 36         | 1          |                 | 5               | 1               |                    | 4                  | 0                  |             | 1           | 0           | 46     | 2      |
| 2002-2003          | Como               | A                  | 19         | 0          | CI              | 1               | 0               | -                  | -                  | -                  | -           | -           | -           | 20     | 0      |
| 2003-2004          | Genoa              | B                  | 38         | 8          | CI              | 1               | 0               | -                  | -                  | -                  | -           | -           | -           | 39     | 8      |
| 2004-gen.2005      | Como               | C1                 | -          | -          | -               | -               | -               | -                  | -                  | -                  | -           | -           | -           | 0      | 0      |
| gen.-giu.2005      | Genoa              | B                  | 16         | 3          | CI              | 0               | 0               | -                  | -                  | -                  | -           | -           | -           | 16     | 3      |
| 2005-2006          | Genoa              | C1                 | 33         | 3          | CI              | 0               | 0               | -                  | -                  | -                  | -           | -           | -           | 33     | 3      |
| 2006-2007          | Genoa              | B                  | 32         | 3          | CI              | 2               | 0               | -                  | -                  | -                  | -           | -           | -           | 34     | 3      |
| 2007-2008          | Genoa              | A                  | 33         | 2          | CI              | 1               | 0               | -                  | -                  | -                  | -           | -           | -           | 34     | 2      |
| 2008-2009          | Genoa              | A                  | 30         | 0          | CI              | 2               | 1               | -                  | -                  | -                  | -           | -           | -           | 32     | 1      |
| 2009-2010          | Genoa              | A                  | 28         | 5          | CI              | 1               | 1               | UEL                | 5                  | 0                  | -           | -           | -           | 34     | 6      |
| 2010-2011          | Genoa              | A                  | 32         | 2          | CI              | 0               | 0               | -                  | -                  | -                  | -           | -           | -           | 32     | 2      |
| 2011-2012          | Genoa              | A                  | 30         | 4          | CI              | 1               | 0               |                    |                    |                    |             |             |             | 31     | 4      |
| 2012-2013          | Genoa              | A                  | 14         | 0          | CI              | 1               | 0               |                    |                    |                    |             |             |             | 15     | 0      |
| Totale Genoa       | Totale Genoa       | Totale Genoa       | 286        | 30         |                 | 9               | 2               |                    | 5                  | 0                  |             |             |             | 300    | 32     |
| Totale carriera    | Totale carriera    | Totale carriera    | 416        | 34         |                 | 18              | 3               |                    | 9                  | 0                  |             | 1           | 0           | 444    | 37     |

## Palmarès

### Club
- Coppa Italia: 1

Fiorentina: 2000-2001

### Nazionale
- Campionato d'Europa Under-21: 1

Slovacchia 2000

## Riconoscimenti
- 2010 (Genova, 18 marzo) - Viene insegnito dall'Ordine Nazionale Cavalieri dello Sport, con il patrocinio dell'CSEN, del titolo di Cavaliere dello Sport.[8]